# Bilbil okularowy
Bilbil okularowy (Pycnonotus simplex) – gatunek małego, azjatyckiego ptaka z rodziny bilbili (Pycnonotidae). Długość ciała około 18 cm. Występuje w wilgotnych nizinnych lasach subtropikalnych i tropikalnych Brunei, Indonezji, Malezji, Singapuru i Tajlandii.
PodgatunkiWyróżniono kilka podgatunków P. simplex:
- P. simplex simplex – Półwysep Malajski, Sumatra, Borneo i pobliskie wyspy.
- P. simplex prillwitzi – Jawa.
- P. simplex halizonus – Wyspy Anambas i północne Wyspy Natuna.

Międzynarodowy Komitet Ornitologiczny (IOC) populację z Borneo i pobliskich wysp zalicza do podgatunku P. simplex perplexus. Proponowany podgatunek oblitus został zsynonimizowany z P. simplex perplexus.
StatusMiędzynarodowa Unia Ochrony Przyrody (IUCN) uznaje bilbila okularowego za gatunek najmniejszej troski (LC – Least Concern). Liczebność populacji nie została oszacowana, ale ptak ten opisywany jest jako dość pospolity lub bardzo pospolity w większości zasięgu występowania. BirdLife International ocenia trend liczebności populacji jako spadkowy ze względu na postępujące wylesianie i utratę siedlisk.